# (3183) Franzkaiser
(3183) Franzkaiser (1949 PP) – planetoida z pasa głównego asteroid okrążająca Słońce w ciągu 5 lat i 255 dni w średniej odległości 3,19 au. Została odkryta 2 sierpnia 1949 roku w Landessternwarte Heidelberg-Königstuhl, w Heidelbergu przez Karla Reinmutha. Nazwa planetoidy pochodzi od niemieckiego astronoma, odkrywcy 21 asteroid Franza Kaisera.